# Companhia de Melhoramentos da Capital
A Companhia de Melhoramentos da Capital, também conhecida como Comcap, é uma autarquia responsável pela execução dos trabalhos de limpeza pública e coleta de resíduos sólidos na cidade de Florianópolis.

## História
Foi criada em 1971 pela lei municipal 1022. Inicialmente criada como uma empresa estatal de economia mista, foi transformada em autarquia em 13 de junho de 2017.
Em 2016, contava com um quadro de cerca de 1.500 empregados.
Em 2003 a Comcap instalou o Museu do Lixo fazendo parte do Centro de Valorização de Resíduos (CVR).
Desde 2016, é também a responsável pela administração e manutenção do Jardim Botânico de Florianópolis.